# Masterarbeit
Eine Masterarbeit, auch Master-Thesis oder Masterthesis (englisch master’s thesis), ist international eine wissenschaftliche oder künstlerische Arbeit, die für den Abschluss eines Master-Studienganges verfasst wird. Die Masterarbeit dient dabei im Allgemeinen als Nachweis darüber, dass der Prüfling in der Lage ist, eine wissenschaftliche bzw. künstlerische Arbeit selbstständig, aber unter Betreuung zu verfassen.
Der akademische Mastergrad wird in der Regel mit einer Hochschulprüfung verliehen. Die staatliche Abschlussbezeichnung Master wird in der Regel durch eine staatliche Abschlussprüfung verliehen. Diese besteht in Deutschland in der Regel aus einem studienbegleitenden Teil, der Examens- oder Abschlussarbeit und der mündlichen Abschlussprüfung – so an manchen Hochschulen.
Zur Qualitätssicherung sieht die Kultusministerkonferenz für Masterstudiengänge obligatorisch eine Abschlussarbeit (Masterarbeit) vor, „mit der die Fähigkeit nachgewiesen wird, innerhalb einer vorgegebenen Frist ein Problem aus dem jeweiligen Fach selbstständig nach wissenschaftlichen Methoden zu bearbeiten.“ Mangels einer eindeutigen Regelung wird der Verfasser der Masterarbeit im Alltag weiterhin mit „Diplomand“ bezeichnet, auch wenn sich der Begriff „Masterand“ ebenso findet.
Die Masterarbeit ist in der Regel die letzte oder vorletzte Prüfungsleistung vor der mündlichen Abschlussprüfung.

## Umfang und Ablauf
Für die Masterarbeit ist ein Bearbeitungsumfang von 15 bis 30 ECTS-Punkten vorzusehen. Meist werden 30 ECTS-Punkte (etwa sechs Monate Bearbeitungszeit) vergeben, wenn keine mündliche Abschlussprüfung vorgesehen ist, ansonsten ergeben Abschlussarbeit und mündliche Abschlussprüfung zusammen 30 ECTS-Punkte.
In Masterstudiengängen der Freien Kunst – konsekutive Studiengänge verleihen hier den Abschluss Master of Fine Arts (M.F.A.) – kann in begründeten Ausnahmefällen der Bearbeitungsumfang für die Masterarbeit bis zu 40 ECTS-Punkte betragen.
Je nach Hochschule ist eine Masterarbeit zu entsprechenden Fristen oder zu Beginn der Bearbeitung beim zuständigen Prüfungsamt anzumelden. Dadurch wird ein Betreuungsverhältnis zwischen dem die Arbeit ausgebenden Hochschullehrer und dem Studenten begründet. Nach einer in der jeweiligen Prüfungsordnung festgelegten Frist muss die Arbeit dann dem Prüfungsamt vorgelegt werden. An manchen Hochschulen kann die Frist einmalig verlängert werden. Ist die Masterarbeit die letzte Prüfungsleistung, dann bedeutet der Tag der Abgabe bei ausreichender Benotung der Masterarbeit auch gleichzeitig das Ende des Studiums.
Der Seitenumfang einer Masterarbeit entspricht ca. 60 bis 130 Seiten, die Inhalts- und Literaturverzeichnisse sowie Anhänge sind in dieser Seitenanzahl meist noch nicht eingeschlossen. In vielen Fällen wird die Schriftgröße und Schriftart von der Universität oder der Fachhochschule vorgegeben.

## Gliederung / Bestandteile
Eine typische Masterarbeit in den Lebenswissenschaften besteht wie ähnliche wissenschaftliche Arbeiten in der Regel aus folgenden Teilen:
- Deckblatt
- Abstract
- Inhaltsverzeichnis
- Textteil
  - Einleitung (Anlass)
  - Situationsanalyse
  - Ziele
  - Methodik und Arbeitsprogramm
  - Synthese/Analyse
  - Bewertung
  - Zusammenfassung, Ausblick
- Literaturverzeichnis (in geisteswissenschaftlichen Arbeiten sind auch Fußnoten mit Literaturverweisen üblich)
- Anhang
- Persönliche Erklärung: Eine schriftliche Erklärung, dass diese Arbeit alleine und ohne fremde Hilfe angefertigt wurde. Zusätzlich wird darin bestätigt, sämtliche verwendeten Quellen angegeben zu haben. Diese Erklärung wird separat unterschrieben. Oft steht sie auch nicht am Ende der Arbeit, sondern wird bereits nach dem Deckblatt eingefügt.

Darüber hinaus können auch ein Abbildungs-, Abkürzungs-, Tabellen- und Formelzeichenverzeichnis nach dem Inhalts- oder dem Literaturverzeichnis eingefügt werden. Je nach Fachrichtung und Inhalt sind aber auch andere Gestaltungen möglich oder üblich.

## Formale Gestaltung einer Masterarbeit
Bei der Anfertigung einer Masterarbeit sind bestimmte formale Gestaltungsrichtlinien zu beachten:
- Schriftart und -größe: Üblicherweise wird die Schriftart Times New Roman oder Arial verwendet. Die Schriftgröße sollte für den Fließtext 12 pt betragen, für Fußnoten und Abbildungen 10 pt.
- Zeilenabstand: Der Zeilenabstand im Fließtext beträgt in der Regel 1,5 Zeilen. Für Fußnoten wird ein einfacher Zeilenabstand verwendet.
- Seitenränder: Die Seitenränder sollten links 3–4 cm, rechts 2–2,5 cm, oben und unten jeweils 2–2,5 cm betragen.
- Absatzformatierung: Absätze werden entweder durch einen zusätzlichen Zeilenabstand oder durch einen Einzug von ca. 1,25 cm am Anfang des Absatzes gekennzeichnet.
- Seitennummerierung: Die Seitennummerierung beginnt in der Regel auf der ersten Seite des Hauptteils der Arbeit. Die Nummerierung kann entweder zentriert am unteren Rand oder rechtsbündig erfolgen.
- Zitate und Fußnoten: Zitate sind durch Anführungszeichen zu kennzeichnen, und die Quellenangabe erfolgt in Form von Fußnoten oder Endnoten. Die Formatierung der Fußnoten erfolgt in der Regel in einer kleineren Schriftgröße und mit einfachem Zeilenabstand.
- Verzeichnisse: Die Arbeit sollte mit einem Inhaltsverzeichnis beginnen. Wenn vorhanden, folgen ein Abbildungs- und ein Tabellenverzeichnis. Diese Verzeichnisse sind in der Regel im gleichen Schriftstil und -größe wie der Fließtext zu formatieren.
- Bindung und Einreichung: Oft wird eine gebundene Version der Arbeit verlangt, häufig in Hardcover oder Spiralbindung. Zudem ist es häufig erforderlich, die Arbeit auch in digitaler Form einzureichen.

Diese formalen Anforderungen können je nach Institution und Fachbereich leicht variieren, daher ist es wichtig, sich frühzeitig über die spezifischen Vorgaben zu informieren.

## Vergleich Bologna-Master mit Diplomarbeit, Magisterarbeit
Der vor allem in naturwissenschaftlichen Fächern bisher angebotene Diplomstudiengang wurde in vielen europäischen Ländern, wie auch in Deutschland und Österreich im Zuge des Bologna-Prozesses durch die gestuften Bachelor- und Masterstudiengänge abgelöst. Der Umfang einer Masterarbeit ist mit dem einer universitären Diplomarbeit oder Magisterarbeit vergleichbar.
Für Masterabschlüsse liegen detaillierte Vorgaben über die zu erwerbenden Fähigkeiten und Kenntnisse vor, die auch mit der Masterarbeit zu berücksichtigen sind.